# جزيرة السافلية
جزيرة السافلية هي جزيرة تقع قبالة ساحل الدوحة، عاصمة دولة قطر.
تقع الجزيرة على بعد 3 أميال شمال رأس أبو عبود. وجهة سياحية شهيرة بين السكان المحليين، تستغرق الرحلة بالقارب من الدوحة ما يقرب من 30 إلى 40 دقيقة.

## الوصف
تبلغ مساحة جزيرة السافلية حوالي ميلين من الشرق إلى الغرب، وهي ضيقة جدًا ومنحنية مع الجانب الشمالي من ميناء الدوحة. وهي منخفضة ورملية وفيها عناقيد من العشب. مشاريع الشعاب الشمالية على بعد ميلين ونصف من الجنوب الشرقي من الجزيرة؛ يتكوّن بشكل أساسي من الرمال، ويوجد خارج المدخل يتجه نحو الشمال الشرقي والشمال لبعض الأميال.

## الحفاظ على الجزيرة
في عام 2015، بدأت وزارة البلدية والبيئة حملة تنظيف لجزيرة السافلية تضمنت إزالة النفايات والعلب البلاستيكية التي تركها الزوار في الجزيرة. كما قاموا بتركيب 35 برجولا.